# ناحیه تقزیرت
ناحیه تقزیرت (به عربی: دائرة تقزیرت) یک منطقهٔ مسکونی در الجزایر است که در استان تیزی وزو واقع شده‌است. ناحیه تقزیرت ۱۶۶٫۳۸ کیلومتر مربع مساحت و ۳۵٬۷۴۲ نفر جمعیت دارد.